# Église Saint-Alexandre-Nevski de Vologda
L’église Saint-Alexandre-Nevski de Vologda (en russe : Церковь Александра Невского) (le nom complet en russe est « église dédiée au saint prince Alexandre Nevski ») est une église orthodoxe de la ville de Vologda, monument d'architecture religieuse du XVIIIe siècle. L'origine de l'église remonte à un séjour à Vologda en 1556 de l'icône particulièrement révérée en Russie de saint Nicolas le Thaumaturge. 

## Dénomination et consécration
La dédicace de l'église Saint-Alexandre-Nevski est liée au « miracle » qui sauva la vie de l'empereur Alexandre II lors de l'attentat terroriste d'avril 1866. Elle vient aussi du fait que l'icône Velikoretskaïa de Nicolas le Thaumaturge est demeurée à Vologda en 1556 pour être à l'abri d'une incursion des Tatars à Kazan.

## Histoire
Jusqu'en 1869, l'autel principal de l'église est dédié à Nicolas le Thaumaturge. Les débuts de la construction en son honneur sont liés à l'apparition à Vologda en 1556 d'une copie de l'icône Velikoretskaïa de Nicolas. C'est cette icône, qui provient de la rivière Viatka, qu'Ivan le Terrible a ordonné d'envoyer à Moscou par une procession en passant par les rivières Kama, Oka, Moskova et le fleuve Volga. À Moscou une fête est organisée durant laquelle des copies de l'icône sont réalisées et exposées à la cathédrale Saint-Basile-le-Bienheureux. Le voyage de retour de l'icône a lieu en 1556, en passant par Vologda, Veliki Oustioug et Solvytchegodsk. Sur le passage de l'icône des copies sont réalisées dans les monastères et dans les villes,.
La première église dédiée à Nicolas le Thaumaturge à Vologda se trouvait au vieux marché en face de l'église du Prophète-Élie. Au plus tard en 1612, elle a été déplacée à l'intérieur du kremlin de Vologda près de la cathédrale Sainte-Sophie. Cet endroit où elle est construite s'appelait Chaux et plus tard mont de la chaux. Ce nom pourrait provenir des stocks de chaux qui étaient entreposés là lors de la construction du kremlin,.
Les bâtiments de l'église Saint-Nicolas, jusqu'à la fin du XVIIIe siècle, étaient en bois. En 1627 l'église était une kletski khram typique auquel était ajoutée une trapeznaïa. En 1698, l'église est mentionnée pour avoir subi un terrible incendie qui toucha toutes les églises situées le long de la rivière à Vologda, depuis l'église de l'Ascension jusqu'à la cathédrale Sainte-Sophie.
Un bâtiment en pierre est reconstruit dans la seconde moitié du XVIIIe siècle, mais pas plus tard qu'en 1782. En 1811, l'autel principal de l'église est dédié à la Sainte-Face du Seigneur. L'église chauffée, la trapeznaïa est dédiée à droite à Nicolas le Thaumaturge et à gauche à saint Cyrille Novoezerski le Thaumaturge.
Suivant le plan général de construction de la ville de Vologda de 1781, la partie centrale de la ville devait être affectée à des constructions de bâtiments de type administratif. Cette affectation a réduit les possibilités d'extension de l'église Saint-Nicolas. Après 1826, l'église est devenue une paroisse rattachée à la cathédrale Sainte-Sophie et les paroissiens invités à se tourner vers l'église de l'Intercession du marché,.
En 1869, en souvenir pour Alexandre II, du miracle d'avoir eu la vie sauve après la tentative d'attentat du groupe anarchiste Narodnaïa Volia en 1866, l'église a été consacrée à Alexandre Nevski. Avant cela, en 1860, l'église est restaurée et reconstruite à l'intérieur. Le chatior est remplacé par le clocher encore existant surmonté d'une flèche.
Après le transfert à Vologda en 1910 du 198e régiment d'infanterie Alexandre Nevski, l'église devient la seule église au statut militaire de la ville de Vologda. 
En 1924 (mais suivant d'autres sources en 1929) l'église est fermée. L'édifice est nationalisé par le pouvoir soviétique et est utilisé successivement comme auberge, entrepôt, bureau, base de ski. À l'époque de la Seconde Guerre mondiale en 1941-1945, le bâtiment abrite une unité militaire. Durant l'époque soviétique qui a suivi, l'église a été fort endommagée : la flèche et la croix au sommet de l'église non chauffée ont été détruites. En 1978, l'église Alexandre-Nevski a été placée sous la protection de l'État, comme monument architectural religieux. Après sa restauration dans les années 1980 le bâtiment a vu sa propriété transférée au Musée-réserve de l'État d'art et d'architecture de Vologda. Mais en 1997 il est revenu dans le patrimoine de l'éparchie de Vologda. Après les travaux de restauration de 1997, la première célébration liturgique se fait dans l'église. En décembre 1997 l'autel principal est consacré.

## Architecture

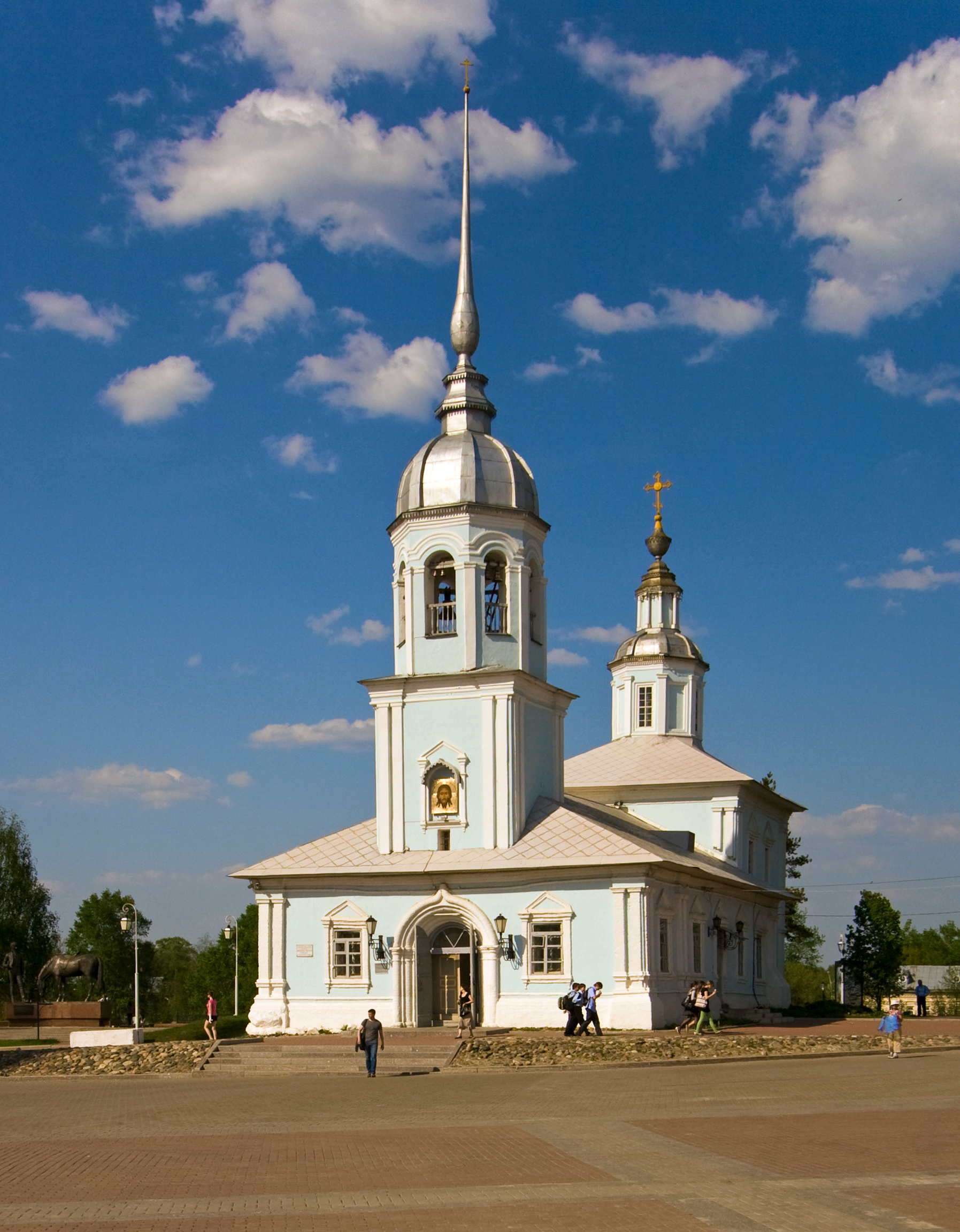
Église Saint-Alexandre-Nevski.

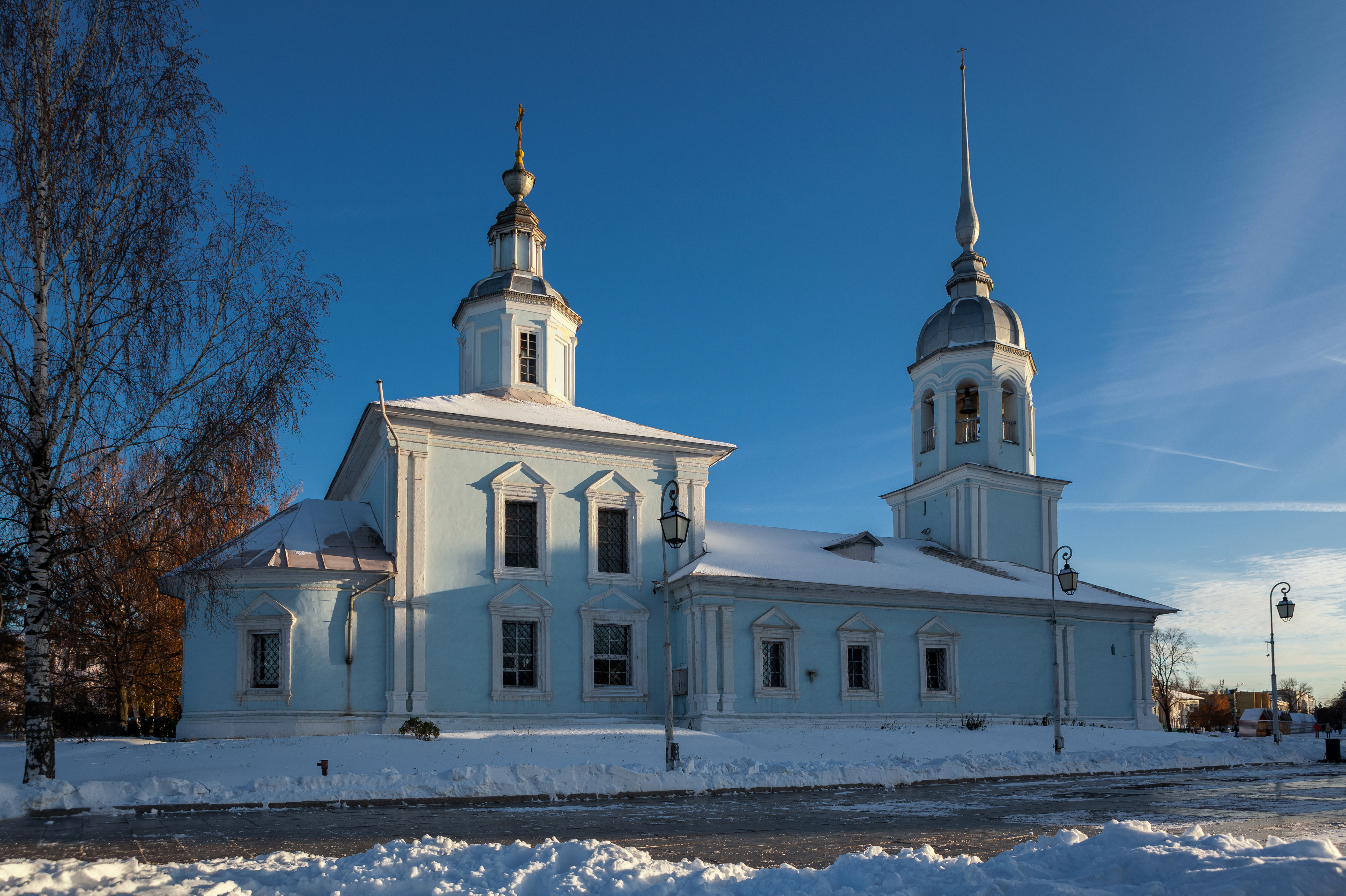
Vue de côté de l'église Saint-Alexandre-Nevski.

L'église est construite en brique. Elle se compose de trois parties strictement symétriques, le long d'un seul axe longitudinal. La partie principale est de forme cubique, complétée par une abside en demi-cercle. Elle est surmontée de deux tambours posés l'un sur l'autre et de forme octogonale. Ils sont garnis de pilastres sur les côtés. La seconde coupole est surmontée d'une urne fermée et décorée d'une croix d'or à son sommet. À côté de ce bâtiment se trouve le trapeznaïa en enfilade vers le porche clocher. Ce dernier se trouve du côté ouest et est de type octogone sur base cubique, le tout surmonté d'un dôme et d'une flèche. C'est une décoration typique du XVIIIe siècle. Les pilastres sont doublés et surmontés de chapiteaux ioniques. Des demi-colonnes garnissent les bords de la façade. Les fenêtres sont surmontées de frontons triangulaires. La porte principale ne déborde pas du mur et ses arcs présentent une perspective.

## Activité actuelle de la paroisse
Actuellement l'église est considérée comme étant militaire et elle est sous la garde et l'entretien de la communauté cosaque de Vologda. Une plaque commémorative est apposée dans l'église avec les noms des victimes de Vologda décédées à la suite de conflits guerriers. La paroisse organise à l'église une école du dimanche et un studio de théâtre pour les jeunes. La paroisse aide aussi un orphelinat de Vologda.
Les icônes et reliques qui sont honorées sont :
- celle d'Alexandre Nevski avec un morceau de relique,
- celle de Notre-Dame Tikhvinskaïa,
- celle du prépodobny Sisoès le Grand, peinte au mont Athos,
- les reliques du prépodobny Théodose de Totma.